# ارما الزی
ارما الزی (انگلیسی: Erma Elzy؛ زادهٔ ) کارگردان فیلم، کارگردان نمایش و کارگردان تلویزیونی اهل ایالات متحده آمریکا است.